# Patricie Kubíková
Patricie Kubíková (* 6. Januar 2004) ist eine tschechische Tennisspielerin.

## Karriere
Kubiková spielt bislang vor allem Turniere der ITF Women’s World Tennis Tour, wo sie bislang aber noch keinen Titel gewinnen konnte.
2021 erhielt sie eine Wildcard für die Qualifikation zu den Livesport Prague Open, ihrem ersten Turnier auf der WTA Tour. Sie verlor ihr Auftaktmatch gegen Jodie Burrage mit 5:7 und 1:6.
In der tschechischen Liga spielt sie seit 2015 für den TK Sparta Praha.